# Eremippus gracilis
Eremippus gracilis är en insektsart som beskrevs av Boris Petrovich Uvarov 1934. Eremippus gracilis ingår i släktet Eremippus och familjen gräshoppor. Inga underarter finns listade i Catalogue of Life.